# Heilige Geestcollege
Het Heilige Geestcollege is een gebouw van de KU Leuven in het centrum van Leuven gelegen tussen de Naamsestraat en het Heilig-Drievuldigheidscollege. Het is een beschermd monument van onroerend erfgoed.
Het gebouw is meerdere eeuwen de zetel geweest van de Faculteit Theologie en heeft ook steeds jongensstudenten gehuisvest. Het college werd en wordt bestuurd door een president die toeziet op de goede orde in de residentie. Hierin wordt de president bijgestaan door een directeur en een geestelijk directeur.
Het college is een van de laatste studentenresidenties in Leuven die exclusief voor jongensstudenten is. Het telt momenteel ca. 150 jongenskamers. Naast een meerderheid aan Vlaamse studenten wonen er ook internationale master- en doctoraatsstudenten (voornamelijk buitenlandse priesters of theologiestudenten).

## Geschiedenis

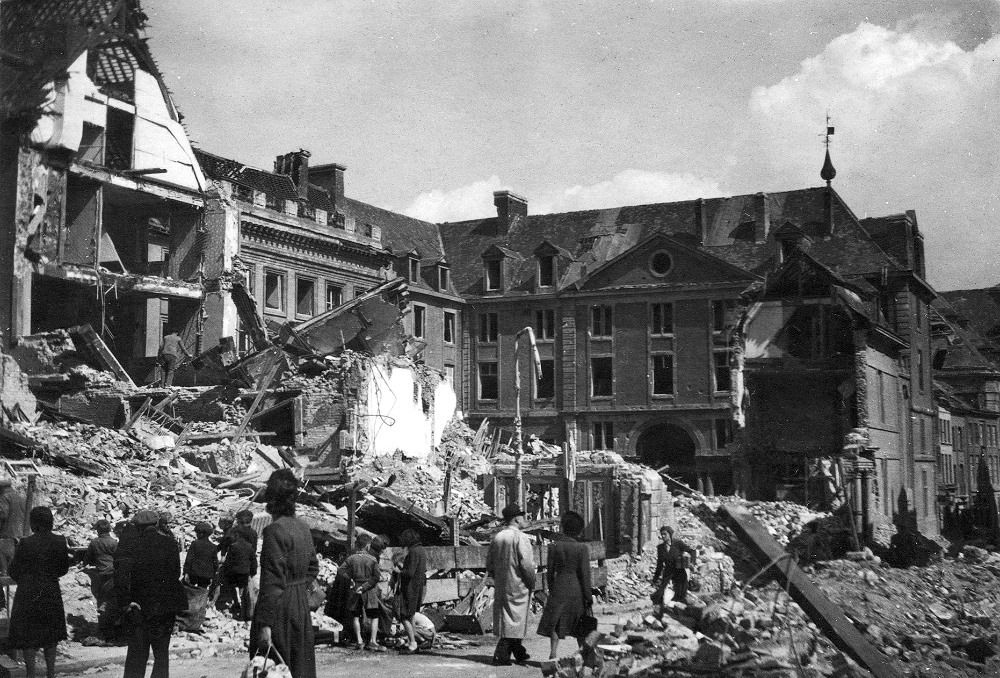
Heilige Geestcollege na de vernielingen door de bombardementen van 1 mei 1944 van tijdens de Tweede Wereldoorlog. De vernielde vleugel stamde uit 1727.

De geschiedenis van het college gaat terug tot 1442. In dat jaar schonk Lodewijk de Ryke de oude brouwerskamer "Hollant" aan de hoek van de Hevelstraat en de Prooststraat (de middeleeuwse naam voor de Naamsestraat) aan de in 1432 opgerichte Faculteit van Theologie. Het Heilige Geestcollege werd gesticht waarbij de Zeven Gaven van de Heilige Geest werden vereerd. De schenking werd in 1445 nog eens officieel bevestigd. In 1513 vergrootte het college door de schenking van bijkomende grond door de weduwe van Liebrechts van Meldert.
De huidige gebouwen dateren voornamelijk uit de 18de eeuw. Leuven en haar universiteit werden toen gekenmerkt door een opvallende bouwwoede. Na enkele eeuwen van oorlogvoering kwam de samenleving tot rust en volgde een periode van economische heropbloei. De bouwnijverheid werd nog eens extra gestimuleerd door het invoeren van de amortisatiedecreten waarmee de overheid een halt wou toeroepen aan de uitbreiding van de gronden in handen van de dodehandsinstellingen zoals de universiteit en de kloosters. Aangezien de universiteit door deze decreten niet meer kon investeren in gronden, stak ze haar geld in verbouwingen en verfraaiingen van haar oude gebouwen. Alle vleugels en gebouwen van het Heilige Geestcollege werden in de 18de eeuw vernieuwd of vervangen.
Na de Franse Revolutie werd de universiteit meerdere decennia gesloten. Volgens de dan geldende Franse republikeinse kalender werd op 12 Germinal An XII of 2 april 1804 in Leuven het Collège Communal gesticht met als locatie het voormalig Heilige Geestcollege. Ten tijde van het Verenigd Koninkrijk der Nederlanden werd dit het Stedelijk College van Leuven. In 1836 werd het dan weer Collège Communal. De school werd overgebracht naar het Hogenheuvelcollege, en het Heilige Geestcollege kon weer door de universiteit in gebruik genomen worden.
Het huidige uitzicht werd een laatste keer gewijzigd in 1944. Het Heilige Geestcollege werd namelijk op 12 mei 1944 voor een groot deel vernield door bombardementen (bij de bombardementen op 1 mei waren reeds de schuilkelder en zuidvleugel van het college vernield). De wederopbouw duurde van 1950 tot 1957. Hierbij werd de rooilijn opgeschoven waardoor de Naamsestraat in dat gedeelte breder werd. Ook werd de bestaande vleugel aan de Collegeberg afgebroken en vervangen door de huidige, grotere vleugel waarin de meeste studentenkamers gehuisvest zijn. In 1983 werd ten slotte de (voorlopig) laatste wijziging aan het college aangebracht met de bouw van de ondergrondse parkeergarage. Op deze parkeergarage bevindt zich tegenwoordig het tennisveld van het college. Achteraan het gebouwencomplex en van het tennisveld gescheiden door een betonnen keermuur bevindt zich een relatief recent, geometrisch aangelegde tuin met parterres en lijnbeplantingen met daarnaast een monumentale Japanse notenboom waarvan de groei nog jaarlijks wordt bijgehouden.
Op 10 maart 1948 werd het barokke portaal, het hoofdgebouw en de noordvleugel beschermd als monument onroerend erfgoed. Bij uitbreiding werd het gehele college op 16 oktober 2009 beschermd.

## Bekende (oud-)bewoners
- Roger Burggraeve is bewoner en geestelijk directeur van het college. De moraalfilosoof is gerenommeerd voor zijn onderzoek naar het denken van Emmanuel Levinas.[4]
- De president van het college, Paul Schotsmans, woont er ook. Hij is orthopedagoog en theoloog en gewoon hoogleraar aan de faculteit geneeskunde van de KU Leuven.
- Jorge Guillermo, de voormalige echtgenoot van de Nederlandse prinses Christina verbleef in het Heilige-Geestcollege tijdens zijn korte studieperiode aan de Katholieke Universiteit Leuven.[5]
- De Vlaamse radio- en televisiepresentator Sven Ornelis verbleef tijdens zijn studententijd aan de faculteit Godsdienstwetenschappen in het Heilige-Geestcollege.[5]
- Een van de bekendste oud-bewoners van het college is Georges Lemaître, hij verbleef hier in de periode dat hij zijn oerknaltheorie neerschreef.[6]
- Twee bekende Nederlandse priesters, de aalmoezenier en sociaal hervormer Henri Poels en de historicus, archivaris en archeoloog Willem Goossens, verbleven er in 1892-93 gezamenlijk.
- Een andere bekende oud-bewoner is Paus Adrianus VI, deze verbleef vanaf 1478 op het Heilige Geestcollege gedurende zijn studie theologie aan de Studium Generale Lovaniense.[7]

## Spoelberchmuseum
Het college herbergt ook het Spoelberchmuseum. Dit museum bevat de nalatenschap van Charles-Victor de Spoelberch. Het museum bevindt zich in de zuidvleugel van het college en is op aanvraag te bezoeken. Charles-Victor de Spoelberch schonk deze collectie – een verzameling van schilderijen, meubelstukken, zilverwerk en porselein in 1907 aan de universiteit. Hierbij uitte hij de uitdrukkelijke wens dat de collectie tentoongesteld kon worden in ofwel een gebouw van de universiteit ofwel van de stad Leuven. In eerste instantie werd deze collectie ondergebracht in het college maar tijdens het interbellum werd ze naar de universiteitsbibliotheek verhuisd. Na verloop van tijd was hier steeds minder plaats voor de collectie en werd nog maar een beperkt deel tentoongesteld. Daarom is de collectie sinds 1995 in de voormalige refter van het college te bewonderen.